# Robótica evolucionária
A robótica evolucionária (RE) é uma metodologia que usa algoritmos evolucionários para desenvolver controladores para os robôs autônomos. Ela permite que se crie automaticamente os controladores dos robôs de uma população inicialmente aleatória selecionando de acordo com uma função de seleção. Por uma série de razões, tais como a maior facilidade de manipulação e menor custo, a evolução é primeiro feita em simulações computadorizadas e somente os controladores funcionais são transferidos para os robôs reais.
Os controladores dos robôs tipicamente são constituídos de redes neurais artificiais, e a evolução tipicamente cria os controladores modificando as intensidades das conexões entre os neurônios na rede neural.
A RE se relaciona aos trabalho feitos nos domínios da Robótica, Vida Artificial e Computação evolucionária.

## História
A fundação da robótica evolucionária foi realizada no conselho nacional de pesquisas na Roma na década de 1990, porém a ideia inicial era de codificar o sistema de controle desses robôs num genoma e produzir melhorias através de evolução artificial. 
O termo robótica evolucionária foi introduzido em 1993 por Cliff, Harvey e Husbands na Universidade de Sussex. Em 1992 e 1993 dois times, um composto por Floreano e Mondada da EPFL na Lausanne e um grupo de pesquisas do COGS da Universidade de Sussex relataram os primeiros experimentos em evolução artificial com robôs autônomos. O sucesso desta pesquisa desencadeou uma série de atividades nos laboratórios ao redor do mundo na tentativa de explorar o potencial desta aproximação. 
Posteriormente, a dificuldade de se "analisar" a complexidade dos robôs fez com que toda a atenção se voltasse somente para os campos teóricos ao invés da parte prática.

## Objetivos e limitações
A robótica evolucionária foi desenvolvida com diferentes objetivos, muitas vezes todos estes ao mesmo tempo. Estes incluem a criação de controladores úteis para trabalhos de robôs do mundo real, exploração dos detalhes da teoria da evolução (tais como o efeito Baldwin), reproduzir fenômenos psicológicos, e aprender sobre as redes neurais biológicas pelo estudos das redes neurais artificiais.
Criar os controladores através da evolução artificial requer um grande número de avaliações para uma grande população. Isto consome uma grande quantia de tempo, o qual é uma das razões pelas quais a evolução dos controladores é comumente feita em software. Além disso, controladores inicialmente aleatórios podem exibir comportamento potencialmente perigosos, tais como se bater repetidamente na parede, o que pode danificar o robô. 
A transferência dos controladores envolvidos na simulação para os robôs físicos é um processo difícil e um grande desafio ao usara a aproximação pela robótica evolucionária. A razão é que a evolução é livre para explorar todas as possibilidades de obter um controlador mais adaptado, incluindo qualquer erro na simulação.
Isto necessita de um grande número de avaliações, necessitando de compuadores rápidos e precisos, o que é um fator limitante para o desenvolvimento da RE.

## Instituições acadêmicas e pesquisadores no campo
- Univerdade de Sussex: Inman Harvey, Phil Husbands, Ezequiel Di Paolo, Eric Vaughan, Thomas Buehrmann
- CNR-ROME: Stefano Nolfi, Raffaele Calabretta
- EPF Lausanne: Dario Floreano
- Case Western Reserve University: Randall Beer
- Universidade College London: Peter Bentley, Siavash Haroun Mahdavi
- Universide de Essex: Simon Lucas
- Universidade Brandeis: Jordan Pollack
- Universidade de Skövde: Tom Ziemke
- U.S._Naval_Research_Laboratory's, Centro naval de pesquisas aplicadas em Inteligência Artificial: Alan C. Schultz, Mitchell A. Potter, Kenneth De Jong
- Fraunhofer AiS, Intelligent Dynamics Dep.: Frank Pasemann

## Livros
- Evolutionary Robotics por Stefano Nolfi e Dario Floreano. ISBN 0262140705

## Conferências principais
- GECCO
- IEEE Congress on Evolutionary Computation
- European Conference on Artificial Life
- ALife

## Refências Externas
- Uma introdução à RE por Dario Floreano.
- Homepage da robótica evolucionária por Stefano Nolfi.